# Pirrebusksparv
Pirrebusksparv (Chlorospingus inornatus) är en fågel i familjen amerikanska sparvar inom ordningen tättingar.

## Utbredning och systematik
Fågeln förekommer i fuktiga bergsskogar i östra Panama. Den behandlas som monotypisk, det vill säga att den inte delas in i några underarter.

## Status
IUCN kategoriserar arten som livskraftig.

## Namn
Cerro Pirre är ett berg i Serranía del Darién i Panama, nära gränsen till Colombia.